# Списък на реките във Франция
Списъкът на реките във Франция е подреден по азбучен ред и съдържа информация за 130 френски реки с дължина над 100 km. За всяка река са показани нейната дължина (в km), площта на водосборния ѝ басейн (в km²), къде се влива. За реките от 3-ти или 4-ти порядък е показан към кой водосборен басейн се отнасят. Тези реки, на които част от течението или части от водосборния им басейн е извън територията на Франция, са показани със звездичка (*) и са посочени в скоби килиметрите на територията на Франция.
А – Б – В – Г – Д – Е – Ж – З – И – Й – К – Л – М – Н – О – П – Р – С – Т – У – Ф – Х – Ц – Ч – Ш – Щ – Ю – Я

## А
- Аверон – 291 / 5300, десен приток на Тарн (десен приток на Гарона)
- Агу – 195 / 3497, ляв приток на Тарн (десен приток на Гарона)
- Адур – 309 / 16 912, Атлантически океан
- Алие – 421 / 14 321, ляв приток на Лоара
- Арв – 108* (100) / 2083*, ляв приток на Рона
- Ардеш – 125 / 2376, десен приток на Рона
- Аржанс – 116 / 2700, Средиземно море
- Ариеж – 163 / 4135, десен приток на Гарона
- Ариз – 162 / 950, десен приток на Гарона
- Арк – 127 / 2000, ляв приток на Изер (ляв приток на Рона)
- Армансон – 202 / 3077, десен приток на Йона (ляв приток на Сена)
- Арнон – 150 / 2274, ляв приток на Шер (ляв приток на Лоара)
- Арон (Орон) 105 / 1600, десен приток на Лоара
- Арос – 131 / 1283, десен приток на Адур
- Ару – 132 / 3166, ляв приток на Лоара

## Б
- Баиз – 188 / 2910, ляв приток на Гарона
- Бебър – 103 / 762, ляв приток на Лоара
- Беврон – 115 / 2193, ляв приток на Лоара
- Блаве – 149 / 1974, Атлантически океан
- Близ – 100* / 1930, десен приток на Саар (десен приток на Мозел, ляв приток на Рейн)

## В
- Вар – 114 / 2819, Средиземно море
- [[Везер (приток на Дордон)]Везер] 211 / 3736, десен пирток на Дордон
- Вел – 139 / 1480, ляв приток на Ен (ляв приток на Оаз, десен приток на Сена)
- Вердон – 166 / 2218, ляв приток на Дюранс (ляв приток на Рона)
- Виен – 372 / 21 161, ляв приток на Лоара
- Вилен – 225 / 9600, Атлантически океан
- Вир – 128 / 1969, Атлантически океан
- Вьор – 168 / 1530, десен приток на Аверон (десен приток на Тарн, десен приток на Гарона)

## Г
- Габас – 117 / 417, ляв приток на Адур
- Гав дьо Олорон – 120 / 2456, ляв приток на Гав дьо По (ляв приток на Адур)
- Гав дьо По – 193 / 2600, ляв приток на Адур
- Гар – 127 / 1999, десен приток на Рона
- Гарона – 647* (523) / 56 000*, Атлантически океан
- Гортамп – 205 / 3922, ляв приток на Крьоз (десен приток на Виен, ляв приток на Лоара)
- Гран Морен – 118 / 1197, ляв приток на Марна (десен приток на Сена)

## Д
- Даду – 116 / 857, десен приток на Агу (ляв приток на Тарн, десен приток на Гарона)
- Див – 105 / 1573, Атлантически океан
- Дон – 119 / 620, Ляв приток на Вилен
- Дор – 141 / 1523, десен приток на Алие (ляв приток на Лоара)
- Дордон – 483 / 23 957, Атлантически океан
- Драк – 150 / 3626, ляв приток на Изер (ляв приток на Рона)
- Дро – 132 / 1350, десен приток на Гарона
- Дром – 110 / 1663, ляв приток на Рона
- Дрон – 201 / 2816, десен приток на Ил (десен приток на Дордон)
- Ду – 453* (430) / 7 710*, ляв приток на Сона (десен приток на Рона)
- Дуз – 124 / 1220, десен приток на Мидуз (десен приток на Адур)
- Дюранс – 324 / 14 225, ляв приток на Рона

## Е
- Ег – 114 / 473, ляв приток на Рона
- Ен – 353 / 7939, ляв приток на Оаз (десен приток на Сена)
- Ен – 190 / 3765, десен приток на Рона
- Ендър – 265 / 3280, ляв приток на Лоара
- Епт – 113 / 1490, десен приток на Сена
- Ер – 135 / 1350, десен приток на Ариеж (десен приток на Гарона)
- Ер – 126 / 1050, десен приток на Ен (ляв приток на Оаз, десен приток на Сена)
- Еро – 148 / 2582, Средиземно море

## Ж
- Жерс – 176 / 1227, ляв приток на Гарона
- Жимон – 136 / 840, ляв приток на Гарона

## И
- Изер – 286 / 11 890, ляв приток на Рона
- Ил – 255 / 7510, десен приток на Дордон
- Ил – 223 / 4761, ляв приток на Рейн
- Итан – 132 / 1197, ляв приток на Йор (ляв приток на Сена)

## Й
- Йона – 292 / 10 887, ляв приток на Сена
- Йор – 228 / 6017, ляв приток на Сена

## К
- Клен – 144 / 3217, ляв приток на Виен (ляв приток на Лоара)
- Крьоз – 255 / 10 279, десен приток на Виен, ляв приток на Лоара
- Куенон – 101 / 1124, Атлантически океан
- Кюр – 112 / 1311, десен приток на Йона (ляв приток на Сена)

## Л
- Ле – 120 / 1972, Атлантически океан
- Лер – 118 / 1700, Атлантически океан
- Лис – 195* (119) / 3910*, ляв приток на Шелда
- Ло – 485 / 11 254, десен приток на Гарона
- Лоар – 317 / 7925, ляв приток на Сарт (лява съставяща на Мен, десен приток на Лоара)
- Лоара – 1012 / 117 480, Атлантически океан
- Лу – 122 / 1733, ляв приток на Ду (ляв приток на Сона, десен приток на Рона)
- Луен – 142 / 4182, ляв приток на Сена
- Луж – 100 / 486, ляв приток на Гарона

## М
- Майен – 202 / 5820, дясна съставяща на Мен (десен приток на Лоара)
- Марна – 514 / 12 920, десен приток на Сена
- Мидуз – 152 / 3590, десен приток на Адур
- Мозел – 560* (314) / 28 286*, ляв приток на Рейн
- Мьоз (Маас) 925* (486) / 36 000*, Северно море
- Мьорт – 161 / 3085, десен приток на Мозел (ляв приток на Рейн)

## О
- Оаз – 341* (316) / 16 667*, десен приток на Сена
- Об – 248 / 4660, десен приток на Сена
- Овезер – 112 / 900, ляв приток на Ил (десен приток на Дордон)
- Од – 224 / 5327, Средиземно море
- Он – 140 / 1875, Атлантически океан
- Оньон – 214 / 2308, ляв приток на Сона (десен приток на Рона)
- Орб – 136 / 1580, Средиземно море
- Орн – 170 / 2932, Атлантически океан
- Орна – 116 / 913, десен приток на Со (десен приток на Марна, десен приток на Сена)
- Ос – 120 / 600, десен приток на Желиз (ляв приток на Баиз, ляв приток на Гарона)
- Оти – 103 / 1305, Атлантически океан

## Р
- Ранс – 102 / 1195, Атлантически океан
- Рейн – 1233* (188) / 185 300*, Северно море
- Рил – 145 / 2300, ляв приток на Сена
- Рона – 812* (545) / 95 590*, Средиземно море

## С
- Саар – 246* (129) / 7431*, десен приток на Мозел (ляв приток на Рейн)
- Сав – 143 / 1152, ляв приток на Гарона
- Самбра – 190* / 2740*, ляв приток на Мьоз (Маас)
- Сарт – 313 / 16 374, лява съставяща на Мен (десен приток на Лоара)
- Севър Нантьоз – 159 / 2360, ляв приток на Лоара
- Севър Ньортез – 158 / 3650, Атлантически океан
- Сегре – 265* / 22 579, ляв приток на Ебро
- Сез – 128 / 1360, десен приток на Рона
- Сей – 138 / 1280, десен приток на Мозел (ляв приток на Рейн)
- Сей – 110 / 2620, ляв приток на Сона (десен приток на Рона)
- Селе – 104 / 1289, десен приток на Ло (десен приток на Гарона)
- Семуа – 210* / 1350*, десен приток на Мьоз (Маас)
- Сена – 776 / 78 650, Атлантически океан
- Сер – 120 / 1059, ляв приток на Дордон
- Серен – 188 / 1119, десен приток на Йона (ляв приток на Сена)
- Сиюл – 167 / 2458, ляв приток на Алие (ляв приток на Лоара)
- Скарп – 102 / 1322, ляв приток на Шелда
- Со – 115 / 2100, десен приток на Марна (десен приток на Сена)
- Содър – 181 / 2254, десен приток на Шер (ляв приток на Лоара)
- Сома – 263 / 6550, Атлантически океан
- Сона – 480 / 29 950*, десен приток на Рона

## Т
- Тардуар – 113 / 1200, десен пирток на Бандиа (ляв приток на Шарант)
- Тарн – 380 / 15 700, десен приток на Гарона
- Тет – 116 / 1369, Средиземно море
- Торьон – 107 / 1030, десен приток на Виен (ляв приток на Лоара)
- Трюйер – 167 / 3294, десен пирток на Ло (десен приток на Гарона)
- Туе – 142 / 3396, ляв приток на Лоара
- Тук – 108 / 1278, Атлантически океан

## У
- Удон – 103 / 1480, десен приток на Майен (дясна съставяща на Мен, десен приток на Лоара)
- Уест – 137 / 3630, десен приток на Вилен
- Урс – 100 / 737, десен приток на Сена

## Ш
- Шарант – 381 / 9855, Атлантически океан
- Шелда (Еско) 355* (180) / 21 860*, Северно море
- Шер – 368 / 13 920, ляв приток на Лоара
- Шиер – 127* / 2222*, десен приток на Мьоз (Маас)

## Ю
- Юин – 161 / 2404, ляв приток на Сарт (лява съставяща на Мен, десен приток на Лоара)